# Frysande regn

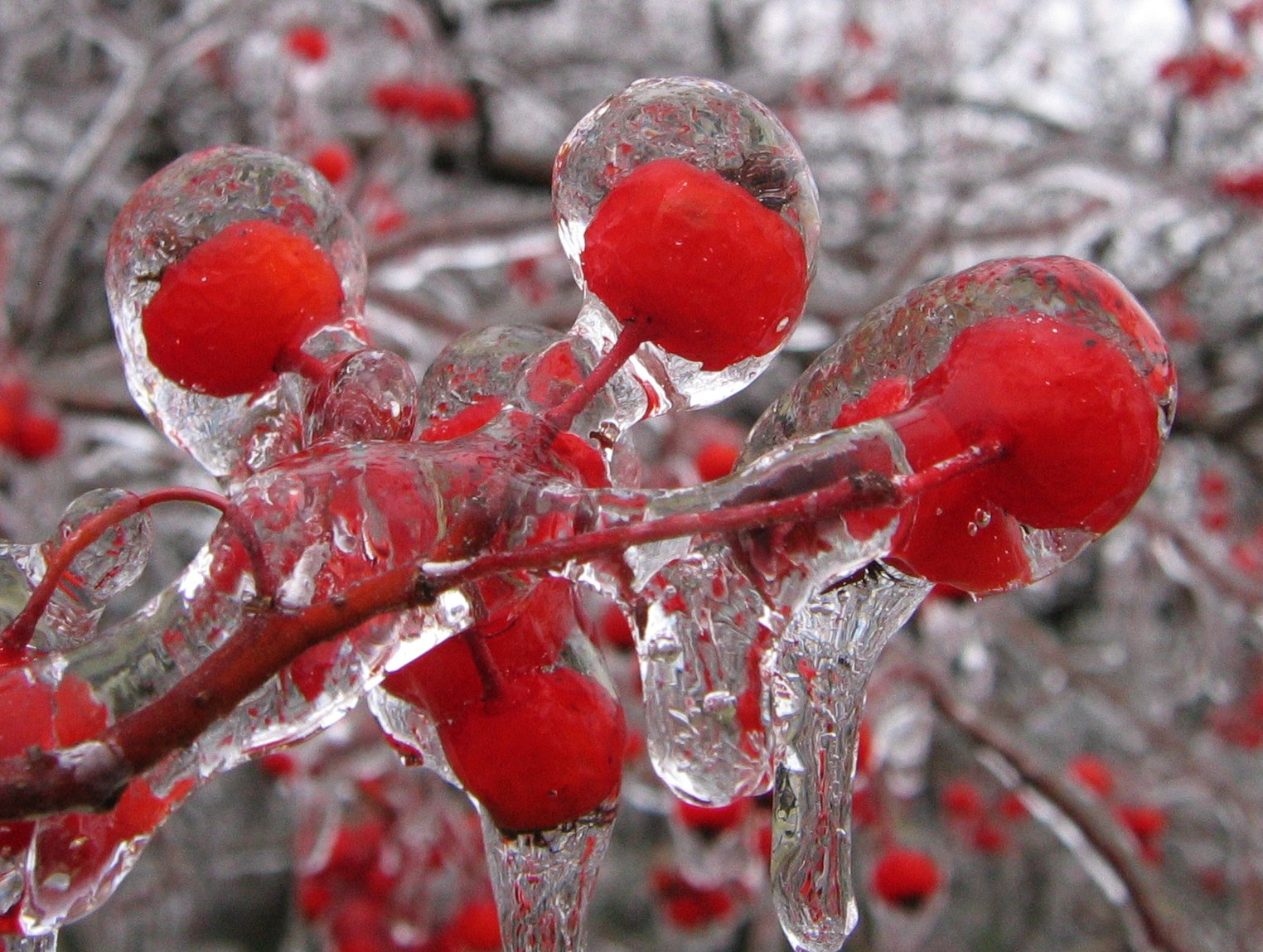
Isglaserade vildäpplen.

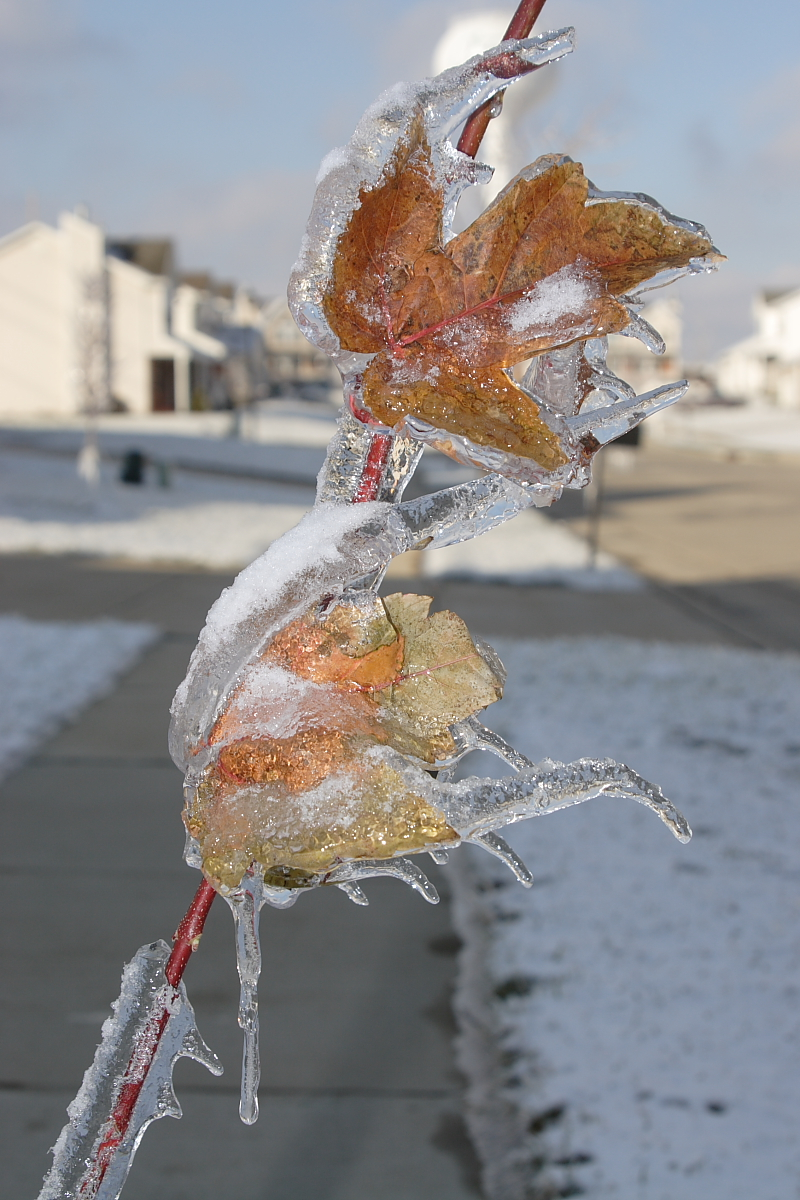
Nedisade löv.

Frysande regn är plusgradigt regn som faller på mark som har en temperatur under noll grader Celsius och därmed fryser regnet när det träffar marken. Det kan ske även vid väderomslag och bli mycket halt. Underkylt regn är istället när regndropparna har en temperatur under noll grader Celsius.